# Bunkelj
Bunkelj (muggle) je človek, ki ne zna čarati. Tako jih v knjigah o Harryju Potterju poimenujejo čarovniki.
Pri geolovu geosledci ta izraz (v slovenski in tudi v angleški inačici) uporabljajo za ne-geosledce, torej za ljudi, ki se bolj ali manj naključno nahajajo v bližini geozakladov ali na poti do njih, na primer sprehajalce, bližnje stanovalce in podobno.